# Kvernaland
 industrivirksomheden Kverneland, se Kverneland Group
Kvernaland er en by der ligger ved grænsen mellem Time og Klepp kommuner i Rogaland fylke i Norge . Byen ligger ved nordenden af Frøylandsvatnet, og har 7.358  indbyggere (2019) hvoraf 4.058 er bosat i Klepp kommune. Byen har station på lokalbanen Stavanger–Egersund.

## Navnediskussion
Det har været diskussion vedrørende navnevalget Kvernaland, om det skulle Kverneland eller Kvernaland (med e eller a).
Årsagen for diskussionen er formentlig at maskinfabrikken Kvernelands fabrik (i dag Kverneland Group), som blev etableret i Kvernaland af Ole Gabriel Kverneland, havde eget postkontor som gjorde at postadressen blev Kverneland. Bygdehistorikere siger at: «Fabrikken og folka som dreiv han fram gjorde så mykje av seg at namnet «Kvernaland» pressa tilbake det eldgamle og tradisjonsrike namnet «Frøyland».»
Postadressen i dag er Kvernaland. Grunden til at Kvernaland blev "konstrueret" som navn på byen var for at tage vare på den gamle lokale udtale af Kvernaland nemlig /"kvednalan/.
I dag bruges «Kverneland» som lokal udtale af navnet.

## Frøyland
De centrale funktioner byen (skole, børnehaver, butikker) ligger på gården Frøylands tidligere jorder. Skolekredsen hedder Frøyland og består af Frøyland skole og Frøyland ungdomsskole. Videre har sportsklubben og stadion fået navnet Frøyland idrættslag og Frøyland stadion, og bedehuset hedder Frøyland forsamlingshus.

## Orstad
Kvernaland grænser til og er vokset sammen med Orstad i Klepp. Her ligger blandt andet Orstad skole (som omfatter både børne- og ungdomsskole) og Orstad idrettslag og sportsanlæg.
Frøyland og Orstad kirke er menigheden i Kvernaland. Dette er den første menighed af sin slags i Norge som er et eget sogn på tværs af kommunegrænser. Kirken blev færdig i december 2008.